# 川內號輕巡洋艦
川內（せんだい）是被建造了14艘的旧日本海军5500吨型轻巡洋舰的最终型，川内级轻巡洋舰1号舰。根据2等巡洋舰命名惯例，名称来自流经九州南部的川内川。舰名现由海上自卫队阿武隈级护卫舰“川内”号继承。

## 舰历
1922年2月16日于三菱重工长崎造船所开工，次年10月30日下水，1924年4月29日服役。
服役后，担任长江的巡逻任务。1937年发生的第二次上海事变中，川内和巡洋舰“出云”在登陆作战中起到了重要作用。此后中国抗日战争中，作为第一水雷战队旗舰进行华南日军的运输掩护任务。之后的昭和十六年（1941）二，三月中，都从事着对华南方面的海上封锁作战。川内也曾率领了七只驱逐舰，组成第一护卫舰队，于1941年支援陆军进驻法屬印度支那北部。
太平洋战争开战时，川内号担任第三水雷战队的旗舰，支援马来攻略作战，接着在中途岛之役中归于山本大将的主力部队，伴随出击。昭和十七年（1942年）八月，进入了所罗门海域，护卫登上瓜达尔卡纳尔岛的川口支队，并对该岛的隆加泊地进行炮击战。同年十一月，在近藤信竹将军的带领下，参加了第三次所罗门海战，在十四日的夜战中，对战舰南达科他号施放了鱼雷。后来川内号被派至特鲁克岛，进行对所罗门海域诸岛的支持。
昭和十八年（1943年）11月2日，在布干维尔海战中出击，在这次海战中川内号率领的水雷战队击破了轻巡一只，驱逐舰两只；但是自己却遭受炮击而发生火灾，最后在炮弹鱼雷的猛攻下沉没于奥古斯塔皇后湾。

## 同型艦
- 神通
- 那珂

## 歷代艦長

### 艤裝員長
1. 亥角喜蔵 大佐：1923年12月1日 -

### 艦長
1. 亥角喜蔵 大佐：1924年4月29日 -
2. 伊地知清弘 大佐：1924年12月1日 -
3. 中原市介 大佐：1925年7月2日 -
4. 今川真金 大佐：1925年11月20日 -
5. 相良達夫 大佐：1926年11月1日 -
6. 伴次郎 大佐：1927年12月21日 -
7. 間崎霞 大佐：1928年3月15日 -
8. 和田専三 大佐：1928年12月10日 -
9. 野原伸治 大佐：1929年5月1日 -
10. 三木太市 大佐：1929年11月30日 -
11. 岸本鹿子治 大佐：1930年12月1日 -
12. 後藤輝道 大佐：1931年9月14日 -
13. 高崎武雄 大佐：1932年12月1日 -
14. 鈴木田幸造 大佐：1933年11月15日 -
15. 吉田庸光 大佐：1934年7月4日 -
16. 中村一夫 大佐：1934年11月1日 -
17. 中島寅彦 大佐：1935年11月15日 -
18. 山本正夫 大佐：1936年12月1日 -
19. 木村進 大佐：1937年12月1日 -
20. 伊崎俊二 大佐：1938年12月15日 -
21. 久宗米次郎 大佐：1939年11月15日 -
22. 島崎利雄 大佐：1941年7月25日 -
23. 森下信衛 大佐：1942年4月25日 -
24. 荘司喜一郎 大佐：1943年5月20日 - 11月2日戦死

## 關聯項目
- 大日本帝國海軍艦艇一覽

1. ↑  .   [2015-04-19]. （原始内容存档于2010-02-17）.